# Crithagra striolata
El serín estriado (Crithagra striolata) es una especie de ave paseriforme de la familia Fringillidae propia de África oriental.

## Taxonomía
Como otras muchas especies el serin estriado se clasificaba en el género Serinus, hasta que los estudios genéticos determinaron que era polifilético, por lo que se escindió trasladando la mayoría de las especies al género Crithagra. Anteriormente se clasificaba al serín de Whyti (Crithagra whytii) como una subespecie del serín estriado.

## Distribución
El serín estriado se encuentra en Ruanda, Burundi, Uganda, el este de la República Democrática del Congo, Eritrea, Etiopía, Kenia, Sudán del Sur y el norte de Tanzania.